# Рэлейская обсерватория
Обсерватория Рэлей - частная астрономическая обсерватория, основанная во второй половине 20-го века в Англии.

## Руководители обсерватории
- Van Looy, F. - основатель обсерватории

## История обсерватории
В 1978-1979 годах были проведены астрометрические наблюдения астероидов на данной обсерватории, которые были опубликованы в Центре Малых Планет, что и послужило поводом присвоения данной обсерватории кода под номером «002».

## Инструменты обсерватории
- Рефлектор 30-см (D = 300 мм, f/4.5)[2]
- 7-см телескоп

## Направления исследований
- Астероиды

## Расположение обсерватории
- 51°35′29″ с. ш. 00°37′13″ в. д.HGЯO, высота над уровнем моря 75 метров[3]